# Guy Deschesne
Guy Deschesne – kanadyjski snowboardzista. Nie startował na igrzyskach olimpijskich ani na mistrzostwach świata. Najlepsze wyniki w Pucharze Świata osiągnął w sezonie 1998/1999, kiedy to zajął 92. miejsce w klasyfikacji generalnej.
W 2004 r. zakończył karierę.

## Sukcesy

### Puchar Świata

#### Miejsca w klasyfikacji generalnej
- 1998/1999 - 92.
- 1999/2000 - 127.

#### Miejsca na podium
1. Mont-Sainte-Anne – 31 stycznia 1999 (Halfpipe) - 3. miejsce